# Коль-де-л’Изеран
Коль-де-л’Изеран (фр. Col de l'Iseran) — горный перевал в Грайских Альпах, расположенный на территории Франции (департамент Савойя), недалеко от границы с Италией. С высотой вершины 2764 м — это самый высокий перевал в Альпах, с проложенным через него асфальтированным путём (дорога D902).
Перевал соединяет долины рек Изер и Арк между Валь-д’Изер на севере и Боннваль-сюр-Арк на юге, а также является частью так называемой «Дороги Больших Альп» (фр. Route des Grandes Alpes). На северной стороне перевала дорога в хорошем состоянии, с рядом галерей и тоннелей. На этой же стороне расположены популярные горнолыжные курорты Тинь и Валь-д’Изер.
Путь через перевал доступен только в летние месяцы. Зимой он входит в область катания на лыжах «Эспас-Килли», к которой легко добраться с помощью нескольких трасс и подъёмников.
Коль-де-л’Изеран также доступен для путешествий по бездорожью и является самой высокой точкой Alpine GR5 — пешеходного маршрута от Женевского озера до Ниццы и аналогичного Grande Traversée des Alpes. Крутой спуск на юг, отличающийся своими водопадами, входит в национальный парк «Вануаз».

## Детали подъёма

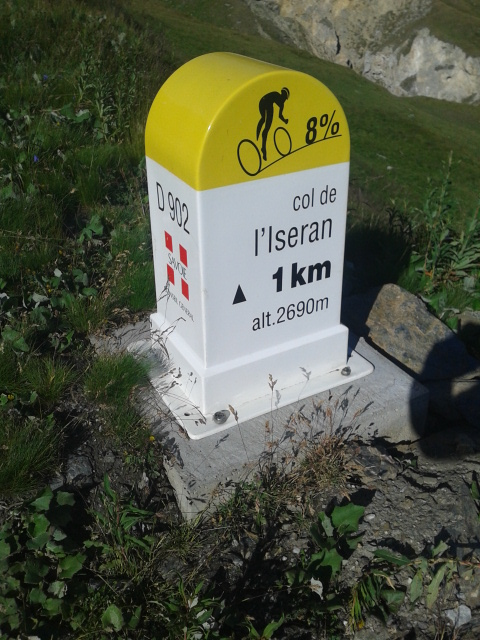
Последний указательный столбик при подъёме с Боннваль-сюр-Арка

С севера дорога через перевал идёт вверх-вниз через туннели мимо озера Тинь. Начиная из Бур-Сен-Мориса, восхождение к вершине Коль-де-л’Изерана составляет 48 км в длину при перепаде высот 1955 м и среднем градиенте 4,1 %. Последние 15 км начинаются в Валь-д’Изер и имеют средний градиент 6 % с перепадом высот 895 м.
С юга подъём начинается в Ланлебур-Мон-Сени и составляет 32.9 км в длину со средним градиентом 4,2 % и перепадом высот 1371 м. Заключительные 13.4 км восхождения начинаются в Боннваль-сюр-Арк и имеют средний градиент 7,3 % с перепадом высот 977 м, причём на нескольких участках максимальный градиент превышает 10 %.
С обеих сторон горного перевала Коль-де-л’Изеран расставлены отметки с расстоянием до вершины, текущей высотой и средним градиентом каждого километра подъёма.

## Тур де Франс

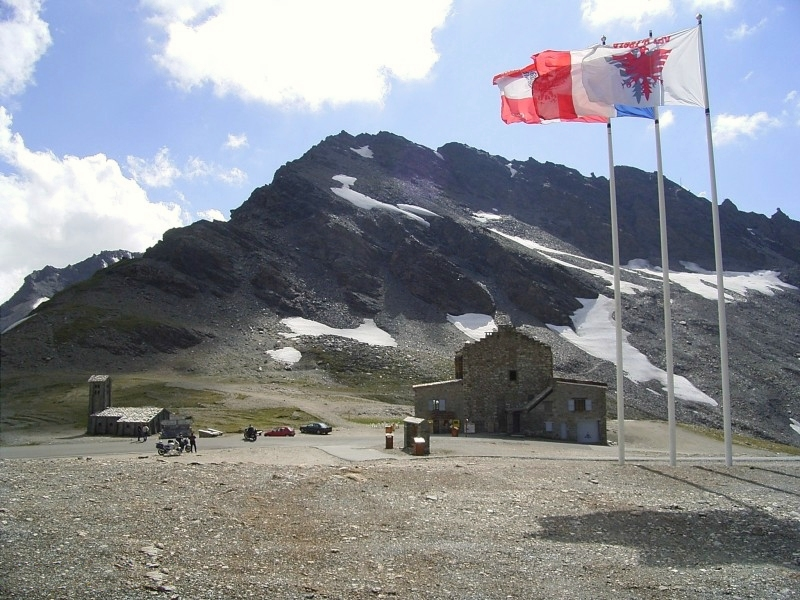
Вершина перевала в 2005 году

Впервые в шоссейном велоспорте подъём на Коль-де-л’Изеран был использован на Тур де Франс в 1938 году. Вершину тогда, первым пересёк Фелисьен Вервеке, но на спуске его догнал Джино Бартали, который за день до этого перехватил у Вервеке жёлтую майку лидера и сохранил её до финиша в Париже.
В 1939 году через Коль-де-л’Изеран из Боннваль-сюр-Арк к Ланлебур-Мон-Сени проходила первая в истории Тур де Франс горная индивидуальная гонка с раздельным стартом. Победу на ней одержал бельгиец Сильвер Маэс, выигравший в итоге и общий зачёт «Тура».
Всего же перевал семь раз входил в маршрут этапов французского гранд-тура. Последний раз он пересекался на 9-м этапе Тур де Франс 2007. Победу тогда праздновал украинский велогонщик Ярослав Попович из команды Discovery Channel
Восхождение на подъём было также запланировано на Тур де Франс 1996, но отменено в последний момент из-за плохих погодных условий. В результате, вместо горного этапа длиной 190 км был проведён короткий 46-км спринтерский этап, победу в котором завоевал Бьярне Рийс. Ему удалось перехватить майку лидера генеральной классификации и сохранить её до окончания гонки.
| Год  | Этап | Категория | Старт            | Финиш         | Первый на вершине        |
| ---- | ---- | --------- | ---------------- | ------------- | ------------------------ |
| 2007 | 9    | HC        | Валь-д’Изер      | Бриансон      | Ярослав Попович (UKR)    |
| 1992 | 13   | HC        | Сен-Жерве-ле-Бен | Сестриере     | Клаудио Кьяппуччи (ITA)  |
| 1963 | 16   | 1         | Гренобль         | Валь-д’Изер   | Фернандо Манзанеке (ESP) |
| 1959 | 18   | 1         | Коль дю Лотаре   | Сен-Венсан    | Адольф Кристиан (AUT)    |
| 1949 | 17   | 1         | Бриансон         | Аоста         | Джузеппе Такка (FRA)     |
| 1939 | 16b  |           | Бонневаль        | Бур-Сен-Морис | Сильвер Маэс (BEL)       |
| 1938 | 15   |           | Бриансон         | Экс-ле-Бен    | Фелисьен Вервеке (BEL)   |